# Wilcannia
Wilcannia – miasto w Australii, w stanie Nowa Południowa Walia.